# Vigneul-sous-Montmédy
 Vigneul-sous-Montmédy  es una población y comuna francesa, en la región de Lorena, departamento de Mosa, en el distrito de Verdún y cantón de Montmédy.

## Demografía
| 97 | 109 | 95 | 90 | 93 | 89 |
| Para los censos de 1962 a 1999 la población legal corresponde a la población sin duplicidades (Fuente: INSEE [Consultar]) |     |    |    |    |    |